# Sierra de Gibalbín
Sierra de Gibalbín är en kulle i Spanien.   Den ligger i provinsen Provincia de Cádiz och regionen Andalusien, i den södra delen av landet, 400 km söder om huvudstaden Madrid. Toppen på Sierra de Gibalbín är 282 meter över havet.
Terrängen runt Sierra de Gibalbín är platt österut, men västerut är den kuperad. Runt Sierra de Gibalbín är det ganska tätbefolkat, med 52 invånare per kvadratkilometer. Närmaste större samhälle är Arcos de la Frontera, 14,9 km sydost om Sierra de Gibalbín. Trakten runt Sierra de Gibalbín består till största delen av jordbruksmark.